# Roqīābād
Roqīābād (persiska: رقی آباد, Roqīyehābād) är en ort i Iran.   Den ligger i provinsen Khorasan, i den östra delen av landet, 800 km öster om huvudstaden Teheran. Roqīābād ligger 2 007 meter över havet och antalet invånare är 221.
Terrängen runt Roqīābād är kuperad söderut, men norrut är den platt.Runt Roqīābād är det glesbefolkat, med 12 invånare per kvadratkilometer. Närmaste större samhälle är Asadīyeh, 15,2 km öster om Roqīābād. Trakten runt Roqīābād är ofruktbar med lite eller ingen växtlighet.